# Mustafa Tuna Kaya
Mustafa Tuna Kaya (* 3. Februar 1984 in Tomarza) ist ein türkischer Fußballspieler, der für Yeni Malatyaspor spielt.

## Karriere
Kaya begann mit dem Vereinsfußball in der Jugendabteilung von Kayseri Gençler Birliği und wechselte 2000 als Profispieler zu Kayseri Erciyesspor. Mit dieser Mannschaft stieg er als Vizemeister der TFF 1. Lig in die Süper Lig auf. Nach diesem Erfolg verließ er den Verein und wechselte zum damaligen Drittligisten aus Zentralanatolien, zu Kırşehirspor.
Bei Kırşehirspor spielte er eine Spielzeit nahezu durchgängig und wurde zum Saisonende vom Ligakonkurrenten Gaziantep Büyükşehir Belediyespor abgeworben. Hier spielte er eineinhalb Spielzeiten lang und wurde für die Rückrunde 2006/07 an Gaskispor ausgeliehen.
Zum Sommer 2007 kehrte er zu Erciyesspor zurück und spielte hier eineinhalb Spielzeiten lang. Im Frühjahr 2009 wechselte er zum Drittligisten Mersin İdman Yurdu und erlebte hier zum Saisonende die Vizemeisterschaft der TFF 2. Lig und damit den Aufstieg in die TFF 1. Lig. Zwei Jahre später wurde er mit Mersin İY Meister der TFF 1. Lig und stieg in die Süper Lig auf. Trotz dieses Erfolges wurde Kayas auslaufender Vertrag nicht verlängert, woraufhin Kaya beim Zweitligisten Istanbul Güngörenspor anheuerte. Bereits nach einem halben Jahr verließ er diesen Verein und ging zum Drittligisten Altay Izmir.
Im Sommer 2012 wurde sein Wechsel zu seinem früheren Verein, dem Zweitligisten Kayseri Erciyesspor, bekanntgegeben. Nachdem Kaya mit Erciyesspor in die Süper Lig aufstieg, verließ er im darauffolgenden Sommer den Verein und unterzeichnete beim Absteiger Orduspor einen Zweijahresvertrag.
Bereits zum Sommer 2014 zog er zum Drittligisten Yeni Malatyaspor weiter. Mit diesem Verein erreichte er am 34. Spieltag der Saison 2014/15, dem letzten Spieltag der Saison, die Meisterschaft und damit den Aufstieg in die TFF 1. Lig. Nach diesem Erfolg musste er den Verein verlassen, da sein auslaufender Vertrag nicht verlängert wurde.

## Erfolge
Mit Kayseri Erciyesspor
- Vizemeister der TFF 1. Lig: 2003/04
- Meisterschaft der TFF 1. Lig und Aufstieg in die Süper Lig: 2012/13

Mit Mersin İdman Yurdu
- Vizemeister der TFF 2. Lig und Aufstieg in die TFF 1. Lig: 2008/09
- Meister der TFF 1. Lig und Aufstieg in die Süper Lig: 2010/11

Mit Yeni Malatyaspor
- Meister der TFF 2. Lig und Aufstieg in die TFF 1. Lig: 2014/15